# Молодіжна збірна Кувейту з футболу
Молодіжна збірна Кувейту з футболу — національна молодіжна футбольна збірна Кувейту, що складається у залежності від турніру із гравців віком до 19 або до 20 років. Вважається основним джерелом кадрів для підсилення складу основної збірної Кувейту. Керівництво командою здійснює Футбольна асоціація Кувейту.
Команда має право участі у Юнацькому кубку Азії до 19 років, у випадку успішного виступу на якому може кваліфікуватися на молодіжний чемпіонат світу до 20 років. Також може брати участь у товариських і регіональних змаганнях.

## Юнацький (U-19) кубок Азії з футболу
| Рік    | Результат     | І  | В  | Н  | П | Г+ | Г- |
| ------ | ------------- | -- | -- | -- | - | -- | -- |
| 1971   | чвертьфінали  | 4  | 2  | 1  | 1 | 2  | 2  |
| 1975   | 3-є місце     | 7  | 4  | 3  | 0 | 15 | 2  |
| 1976   | груповий етап | 3  | 0  | 3  | 0 | 6  | 6  |
| 1978   | 3-є місце     | 7  | 4  | 3  | 0 | 12 | 4  |
| 1994   | груповий етап | 4  | 0  | 2  | 2 | 3  | 9  |
| 1998   | груповий етап | 4  | 0  | 2  | 2 | 2  | 5  |
| 2000   | груповий етап | 4  | 2  | 0  | 2 | 8  | 8  |
| 2012   | груповий етап | 3  | 0  | 1  | 2 | 1  | 8  |
| Усього |               | 36 | 12 | 15 | 9 | 49 | 44 |